# Мендюкино
Мендю́кино — деревня в Зарайском районе Московской области.
Административный центр сельского поселения Машоновское, до реформы 2006 года относилась к Машоновскому сельскому округу. Население — 1375 чел. (2010).

## География
Деревня Мендюкино находится в 3 км к северо-западу от Зарайска. Рядом с деревней протекает река Осётр. Имеется автобусное сообщение с городами Зарайск и Озёры, селом Протекино.

## Население
| 2002 | 2006  | 2010  |
| ---- | ----- | ----- |
| 1231 | ↗1402 | ↘1375 |